# José Rodolfo Reyes
José Rodolfo Reyes Machado (ur. 25 lutego 1988 w Gómez Palacio) – meksykański piłkarz występujący najczęściej na pozycji napastnika, obecnie zawodnik Tecos UAG.

## Kariera klubowa
Reyes jest wychowankiem drużyny San Luis. Do seniorskiego zespołu został włączony wiosną 2007 przez trenera Raúla Ariasa. W meksykańskiej Primera División zadebiutował 3 lutego 2007 w wygranym 3:0 spotkaniu z Atlante. Premierową bramkę w najwyższej klasie rozgrywkowej zanotował za to 21 marca 2009 w wygranym 4:1 meczu z Indios, w 47 minucie podwyższając prowadzenie Gladiadores na 3:1. Podczas trzyipółletniego pobytu w San Luis Reyes pojawiał się na ligowych boiskach 39 razy (21 razy w wyjściowej jedenastce), zdobywając cztery gole – trzy podczas sezonu Clausura 2009, natomiast jednego w rozgrywkach Apertury 2009. Strzelił także cztery bramki w rozgrywkach międzynarodowych – po dwie w Copa Libertadores 2009 i SuperLidze 2009.
Latem 2010 Reyes został zawodnikiem wicemistrza Meksyku, Santos Laguny. 4 sierpnia tego samego roku, w swoim debiucie w drużynie z Torreón, filigranowy napastnik dwukrotnie wpisał się na listę strzelców w wygranym 5:0 pojedynku z trynidadzkim San Juan Jabloteh w rozgrywkach Ligi Mistrzów CONCACAF. Mimo udanego początku w nowym klubie Reyes ani razu nie pojawił się na boiskach ligowych w sezonie Apertura 2010 (Guerreros wywalczyli wówczas kolejny tytuł wicemistrzowski) i na swój ligowy debiut w Santos Lagunie musiał czekać do stycznia 2011.
Latem 2011 Reyes zasilił na zasadzie wypożyczenia drużynę Tecos UAG.